# Гімназія № 2 (Миколаїв)

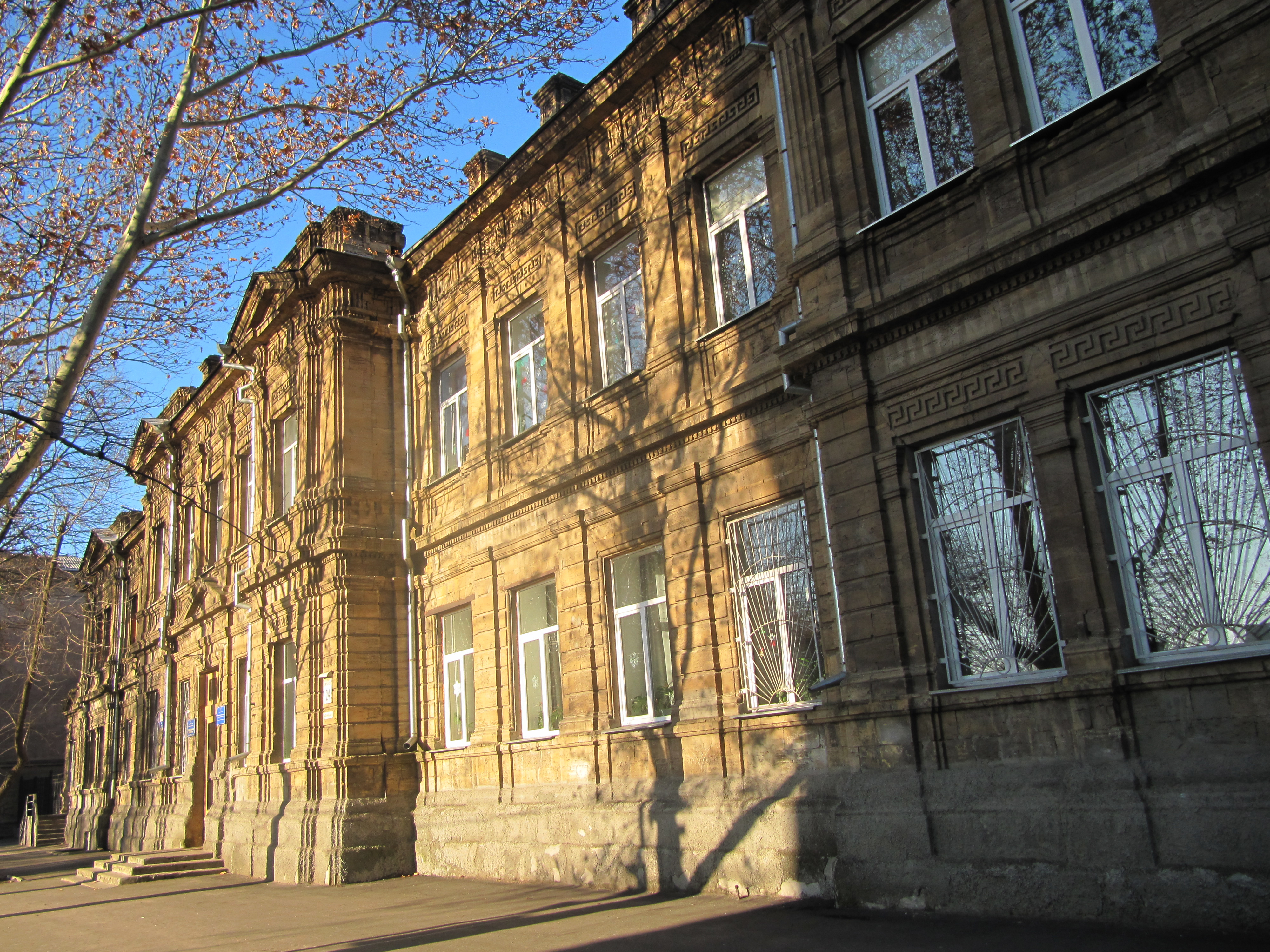
Будівля гімназії

Миколаївська гімназія № 2 — загальноосвітній навчальний заклад міста Миколаєва (Україна). Одна з найстаріших шкіл міста. Розташовується в Центральному районі міста на вул. Адміральська, 24.
За рейтингом складеним у 2012 році миколаївська гімназія № 2 посіла 61 місце серед 21 тисячі шкіл України.

## Історія
31 жовтня 1843 в Миколаєві було засновано трикласне жіноче училище. Воно розташовувалося на ул. Молдованській, будинок 13 (нині вулиця Декабристів), будинок не зберігся. В училищі дівчата освоювали предмети: Закон Божий, арифметика, граматика, чистописання, читання, спів, рукоділля.
17 листопада 1865 училище перетворюється в п'ятикласну прогімназію № 2. У навчальну програму були внесені доповнення та додані предмети: історія, географія, іноземні мови.
15 серпня 1878 прогімназія отримує статус гімназії, що означало семирічний курс навчання. Восьмий, педагогічний клас, що випускав вчителів відкрився в 1900 році.
Жіноча гімназія № 2 вважалася громадською (на противагу існуючій приватній гімназії № 2), але навчання все одно було платним. Так в 1914 році в ній навчалося 370 учениць. Витрати навчального закладу в тому році склали 26 684 рублі 31 копійка. Доходи 25 181 рубль 25 копійок. Різниця покривалася за рахунок міської скарбниці.
Весною 1920 році відбувся останній випуск гімназисток Миколаївської жіночої громадської гімназії № 2. Вже 1 вересня 1920 учні пішли в семирічну трудову школу № 2, де дівчата стали вчиться разом з хлопцями. З часом в школі були обладнані спортивний майданчик і спортзал, засновані гуртки — танцювальний і драматичний.
Надалі школа була перетворена на середню загальноосвітню школу № 2. У 1936 році відбувся перший випуск дев'ятикласників. Всього було 5 довоєнних випусків.
У 1991 році на базі спеціалізованої школи з поглибленим вивченням англійської мови була створена гімназія № 2. Спеціалізована школа № 59 стала структурним підрозділом, навчаючи дітей початкових класів. З 1996 року рішенням Миколаївської міської ради було створено два навчальні заклади.

14 вересня 2022 року будівля постраждала внаслідок обстрілу ракетним комплексом "С-300" російськими окупантами.

## Директори
- 1935-1936 — Юдін С.А .;
- 1936-1941 — Балеоз Надія Костянтинівна;
- 1944-1948 — Комаровська-Піддубна Белла Борисівна;
- 1948-1950 — Попова В.В .;
- 1950-1951 — Вокатова М.Д .;
- 1951-1957 — Моро Ніна Дмитрівна;
- 1957-1958 — Проценко Лідія Миколаївна;
- 1958-1966 — Левченко Станіслав Іванович;
- 1966-1970 — Щебри Володимир Михайлович;
- 1970-1974 — Зубехіна О.М .;
- 1974-1993 — Габрук Зоя Віталіївна;
- 1993-н.д — Федоренко Володимир Олександрович;